# ミロリイ

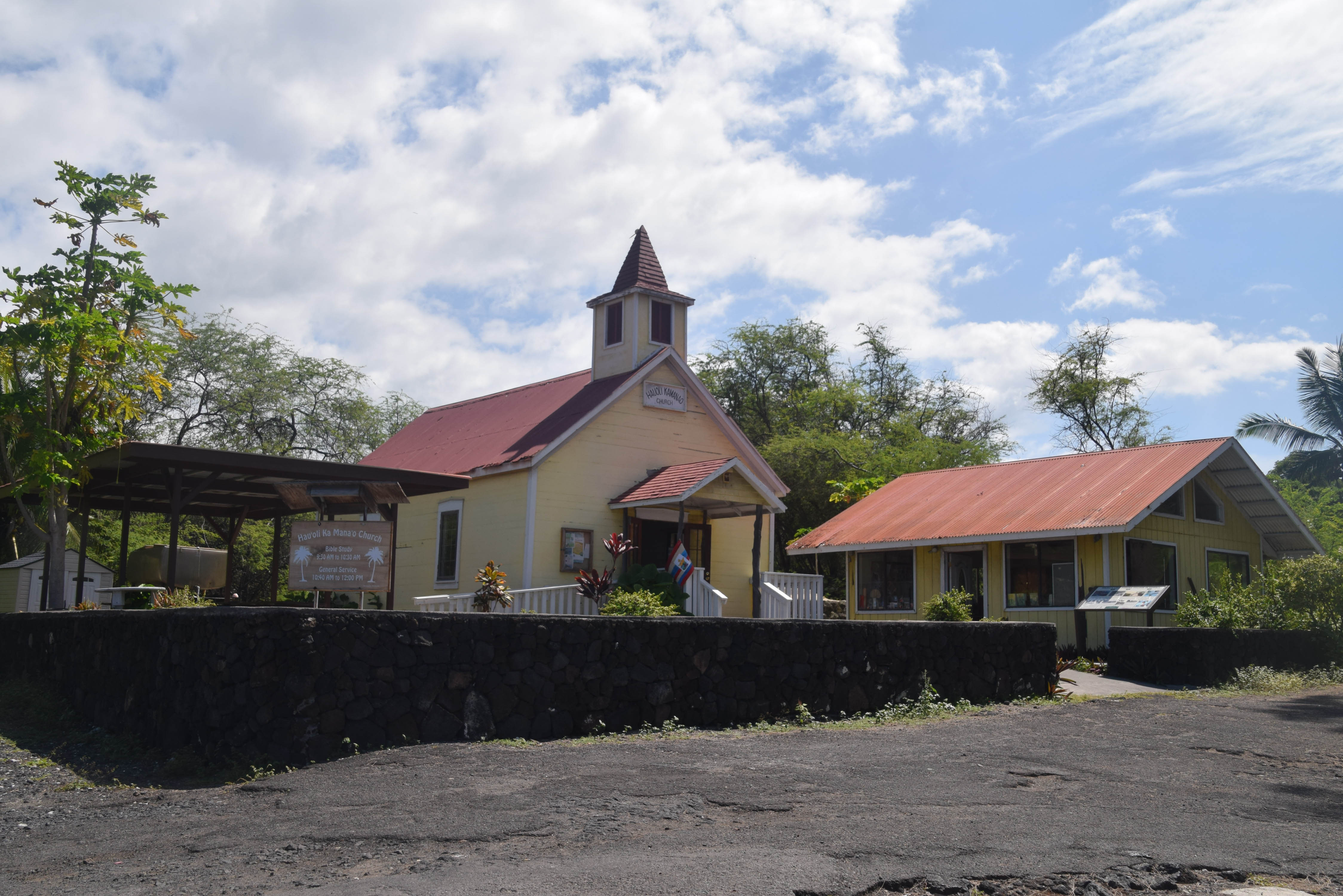
ミロリイにあるハオリ・カ・マナオ教会（Hau'oli Ka Mana'o Church）

ミロリイ（英語: Miloli'i）はアメリカ合衆国ハワイ州ハワイ島南部にある集落で、コナ地域でも最も南にあり、マウナ・ロア山が1926年に爆発した時の溶岩の上にある。

## 概要
ミロリイ集落には「ハワイで最後の漁村」などの看板があってハワイ先住民を中心に漁業が盛んであったが 、現在はバケーション・レンタルをする人など様々な人たちが住んでいる。旧集落は電気が通じてないので太陽光発電などを使っていて、新集落（サブディビジョン）では電気が通じていて、最近はこちらの人口の方が多い。
旧集落と新集落の間の道路の海側に、郡立のコミュニティー・センターが現在建設中で、2018年末には完成予定。
旧集落には海岸に面してミロリイ・ビーチ・パークがあり、パビリオンで様々な集会もできるようになっている。その向かいにはハオリカマナオ教会（Hau'oli Ka Mana'o Church）があり、この建物は1868年2月5日の津波の被害にもかかわらず残り、そのまま建っていて、ミロリイのシンボル的な存在である。
ミロリイも多少有名になる機会があった。1962年には、エルビス・プレスリーの映画『ガール!ガール!ガール!』（Girls! Girls! Girls!、1962年）で彼の生家として背景を撮影するのに撮影隊が数週間滞在したが、映画の初めの方で数秒出るだけだった。ここ出身のハワイ音楽歌手のダイアナ・アキ（Diana Aki）が、1970年代にはレコードを出したり、リゾート地のディナー・ショーで歌ったりした。

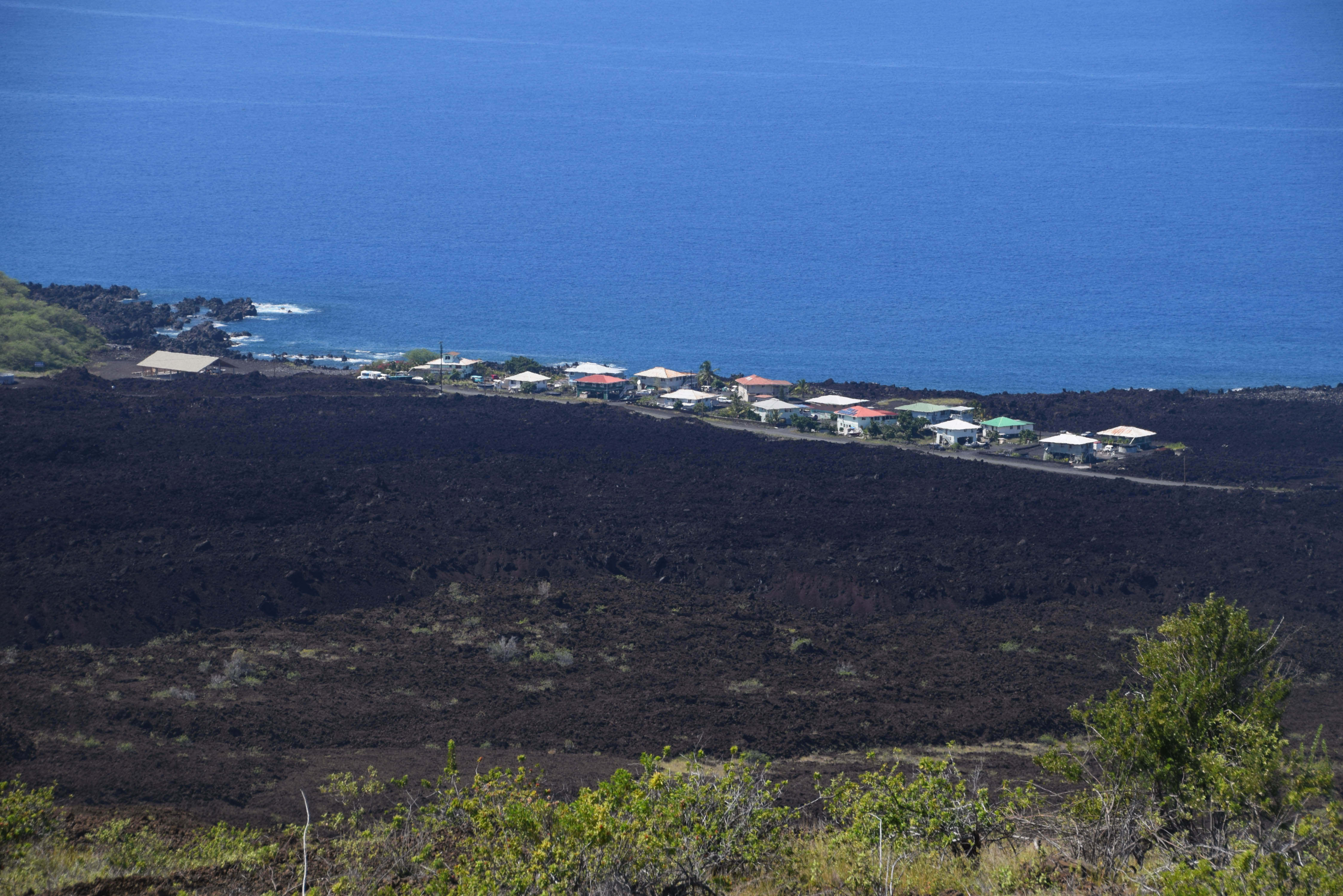
ミロリイの旧集落をミロリイ道路から見下ろす
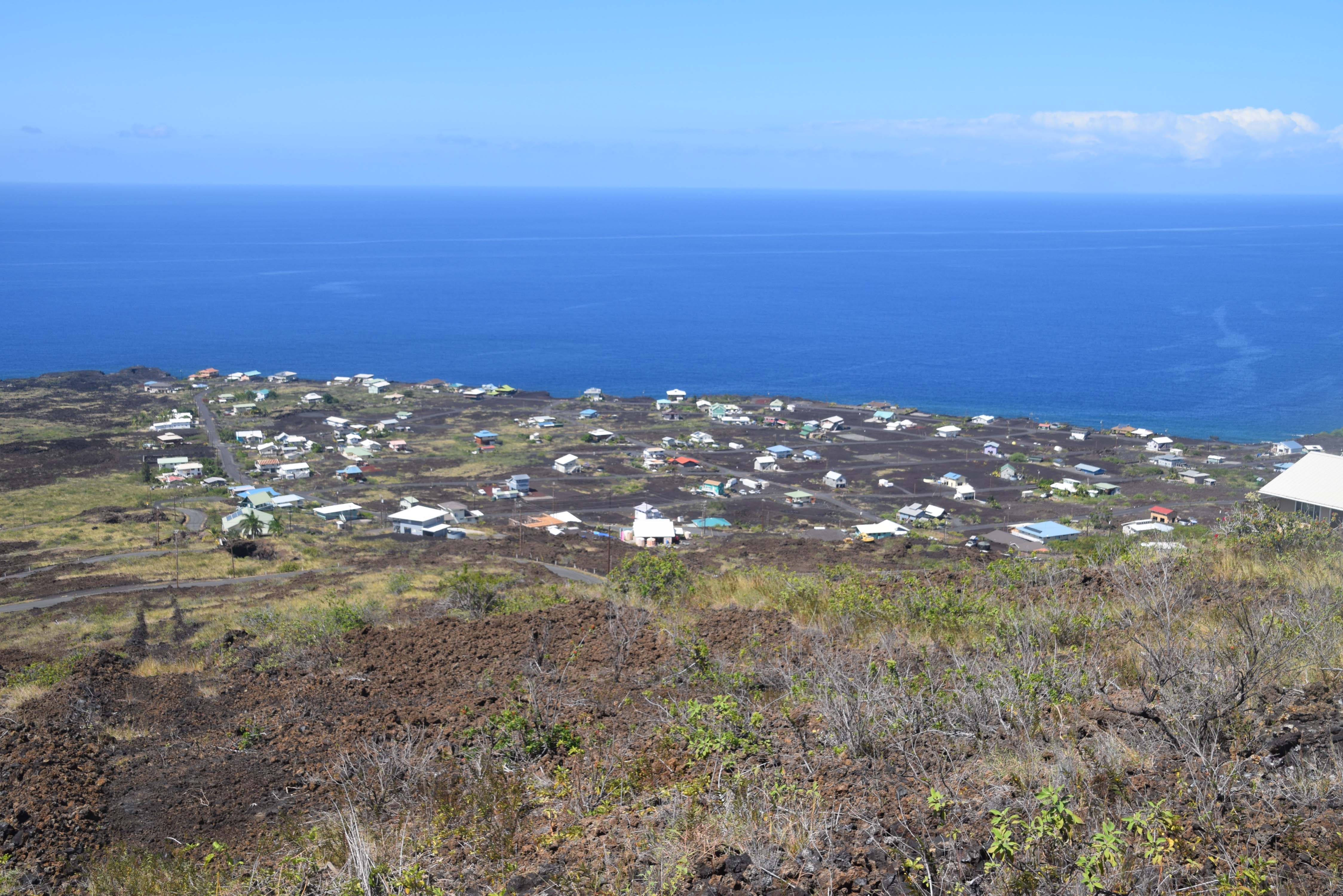
新集落「Milolii Beach Community」を見下す

## 交通
ミロリイはカイルア・コナからハワイ州道11号線で33マイルの所で、右（西）へミロリイ道路（Milolii Rd.）を高台から一気に5マイル海岸へ下った所にある。海岸近くなると、まず新集落への入り口が右にあり、そのまま真っすぐしばらく行くと旧集落がある。

## 参照項目
- コナ地区
- カイルア・コナ